# Port lotniczy Janina
Port lotniczy Janina (IATA: IOA, ICAO: LGIO) – port lotniczy położony 4 km od centrum Janiny, w Grecji.

## Linie lotnicze i połączenia
| Linia Lotnicza               | Kierunek                                            |
| ---------------------------- | --------------------------------------------------- |
| Aegean Airlines              | 1. Ateny Sezonowo: 1. Tel Awiw                      |
| Atlantic Airways             | Sezonowe czartery: 1. Billund                       |
| Olympic Air                  | 1. Ateny (do 29 października 2023)                  |
| Scandinavian Airlines System | Sezonowe czartery: 1. Göteborg 2. Sztokholm-Arlanda |